# Don Barksdale
Donald Agree "Don" Barksdale (ur. 31 marca 1923 w Oakland, w stanie Kalifornia, zm. 8 marca 1993) – amerykański koszykarz, złoty medalista letnich igrzysk olimpijskich  w Londynie.

## Dzieciństwo
Urodził się w Oakland w Kalifornii. Grę w koszykówkę rozpoczął w Berkeley High School. Nie znalazł jednak uznania w oczach trenera, bowiem nie potrzebował więcej niż jednego czarnoskórego gracza.

## Igrzyska Olimpijskie
W 1948 roku, został pierwszym afroamerykańskim zawodnikiem grającym w drużynie olimpijskiej USA, który zdobył złoty medal olimpijski. Do drużyny dostał się pod naciskiem Freda Maggiory, członka Komitetu Olimpijskiego i polityka z Oakland.

## NBA
W 1951 roku podpisał lukratywny kontrakt z zespołem NBA Baltimore Bullets Był trzecim afroamerykańskim zawodnikiem w NBA. W 1953 roku został pierwszym afroamerykańskim zawodnikiem który zagrał w meczu gwiazd NBA.

## Po zakończeniu kariery
Po zakończeniu kariery powrócił do radia i rozpoczął pracę we własnej wytwórni. W 1983 stworzył Save High School Foundation. Miała ona pomagać szkołom w realizacji celów sportowych.

## Śmierć
W dniu 8 marca 1993 zmarł na skutek raka gardła.

## Osiągnięcia

### NCAA
- Wybrany do II składu All-American (1947)[2]
- Uczelnia zastrzegła należący do niego numer 11

### AAU
- Mistrz AAU (1949)[3]
- Finalista AAU (1950)[3]
- 4-krotnie zaliczony do AAU All-American (1948-51)[3]
- Uczestnik meczu gwiazd NIBL (1951)[3]
- MVP meczu gwiazd NIBL (1951)[3]

### NBA
- Uczestnik meczu gwiazd NBA (1953)[4]

### Reprezentacja
- Mistrz igrzysk:
  - olimpijskich (1948)[5]
  - panamerykańskich (1951)[6]